# 坊田かずま
坊田 かずま（坊田 寿眞、ぼうた かずま、1902年（明治35年）10月10日 - 1942年（昭和17年）2月3日）は、日本の作曲家である。日本の教育の器楽合奏の先駆者でもある。

## 来歴
1902年（明治35年）広島県安芸郡本庄村川角（現在の安芸郡熊野町川角）に生まれる。
1920年（大正9年）18歳で尋常小学校の教員となり、翌1921年（大正10年）雑誌『赤い鳥』への童謡募集に応募、入選をきっかけに音楽の道に進む。作曲だけではなく、日本各地に伝わり、当時楽譜がなかったわらべ歌の採譜・編曲も行った。
1929年（昭和4年）東京の尋常小学校に赴任、日本では当時行われていなかった子供の器楽合奏を手がける。その指導風景は、この頃の海外版「アサヒグラフ」に於いて紹介されている。またこの年は「日本郷土童謡名曲集」をはじめ精力的に著書も出版した。
1942年（昭和17年）著書「日本の旋律と和声」を出版した後、結核により39歳で死去。

## わらべうたの採譜
- うさぎうさぎ
- かごめかごめ
- 天神さまの細道
- ひらいたひらいた
- てんてん手毬
- 茶壺に追はれて

## 作曲
- くれがた（竹久夢二 作詞）
- はぐれ島（野口雨情 作詞）
- とおせんぼ（北原白秋 作詞）
- 月見草（葛原しげる 作詞）
- 鐘が鳴る（葛原しげる 作詞）

## 著書
- 日本郷土童謡名曲集（東京岡田日栄堂）
- 坊田壽真作曲集（詩と歌謡の社）
- やさしい初等合唱と輪唱曲（東京新音楽出版社）
- 日本の旋律と和声（音楽之友社）